# Українська спілка образотворчих мистців (Мюнхен)
Українська спілка образотворчих мистців (УСОМ) — мистецьке об'єднання, що постало у Мюнхені на початку 1947 і діяло до 1951 року. УСОМ об'єднувала митців різних мистецьких напрямів, які тоді жили переважно у таборах переміщених осіб у Німеччині й Австрії — головою був Едвард Козак.
УСОМ влаштувала кілька виставок, брала участь у міжнародної виставці УНРРА (United Nations Relief and Rehabilitation Administration) в Німецькому Національному Музеї у Мюнхені (1947), видала 2 випуски багато-ілюстрованого журналу «Українське Мистецтво» (редактор: Михайло Дмитренко) і кілька альбомів та монографій.